# Reguläre Primzahl
In der Zahlentheorie heißt eine Primzahl regulär, wenn sie bestimmte Zahlen nicht teilt. Ihre bekannteste Anwendung stammt von Ernst Kummer, der 1850 bewies, dass der große Fermatsche Satz für Exponenten gilt, die durch eine reguläre Primzahl teilbar sind.

## Definition
Eine Primzahl {\displaystyle p>2} heißt regulär, wenn sie keinen der Zähler (in vollständig gekürzter Darstellung) der Bernoulli-Zahlen {\displaystyle B_{2},B_{4},\ldots ,B_{p-3}} teilt.
Kummer zeigte im Nachhinein, dass dies äquivalent zur Bedingung ist, dass {\displaystyle p} nicht die Klassenzahl des {\displaystyle p}-ten Kreisteilungskörpers teilt.

## Eigenschaften und Wissenswertes
Eine schon lange offene Frage ist, ob es unendlich viele reguläre Primzahlen gibt. Seit Kummer steht die Vermutung im Raum, dass dies der Fall ist. Man vermutet weiter, dass {\displaystyle \mathrm {e} ^{-1/2}\approx 61\,\%} aller Primzahlen regulär sind.
Es ist bekannt, dass es unendlich viele irreguläre Primzahlen gibt (Satz von K. L. Jensen 1915).

### Reguläre Primzahlen
Die ersten Glieder der Folge sind 3, 5, 7, 11, 13, 17, 19, 23, 29, 31, 41, 43, 47, 53, 61, … (Folge A007703 in OEIS).

### Irreguläre Primzahlen
Die ersten Glieder der Folge sind 37, 59, 67, 101, 103, 131, 149, 157, 233, 257, 263, 271, 283, 293, 307, … (Folge A000928 in OEIS).

## Anwendung auf den großen Satz von Fermat: Der Satz von Kummer
Der Satz von Kummer besagt:
Die Fermatsche Vermutung ist richtig, soweit der Exponent in der Fermatschen Gleichung eine reguläre Primzahl ist.
Ein möglicher Beweis dessen ist folgender:
Angenommen  {\displaystyle p} ist eine reguläre Primzahl, und es gilt {\displaystyle a^{p}+b^{p}=c^{p}} mit teilerfremden ganzen Zahlen {\displaystyle a,b,c}, wobei keine der Zahlen {\displaystyle a,b,c} durch {\displaystyle p} teilbar sei (diese Bedingung wird "Fall I" genannt). Bezeichnet {\displaystyle \zeta } eine primitive {\displaystyle p}-te Einheitswurzel, so lässt sich die linke Seite der Gleichung faktorisieren als
{\displaystyle (a+b)(a+\zeta b)(a+\zeta ^{2}b)\cdots (a+\zeta ^{p-1}b),}
und man kann zeigen, dass diese Faktoren im Ganzheitsring {\displaystyle \mathbb {Z} [\zeta ]} paarweise teilerfremd sind. Da ihr Produkt {\displaystyle c^{p}} eine {\displaystyle p}-te Potenz ist, sind auch die einzelnen Faktoren {\displaystyle p}-te Potenzen von Idealen, insbesondere also
{\displaystyle (a+\zeta b)={\mathfrak {a}}^{p}.}
An dieser Stelle kann nun die Regularität von {\displaystyle p} verwendet werden: Die Ordnung von {\displaystyle {\mathfrak {a}}} in der Idealklassengruppe kann {\displaystyle p} nicht teilen, da sie Teiler der Klassenzahl sein muss. Jedoch ist {\displaystyle {\mathfrak {a}}^{p}} das neutrale Element in der Idealklassengruppe, da {\displaystyle {\mathfrak {a}}^{p}} Hauptideal ist. Also kann die Ordnung von {\displaystyle {\mathfrak {a}}} nur 1 sein, {\displaystyle {\mathfrak {a}}} selbst ist ein Hauptideal.
Das bedeutet: Es gibt eine Einheit {\displaystyle u} und ein Element {\displaystyle t\in {\mathcal {O}}}, so dass
{\displaystyle a+\zeta b=u\cdot t^{p}}
gilt.
Diese Gleichung führt nun auf dem Weg über Kongruenzbetrachtungen modulo {\displaystyle p} zum Widerspruch.
Der Satz von Kummer ist ein Meilenstein auf dem Weg zur Lösung des Fermat-Problems. Durch die dabei entwickelten Methoden hat Kummer der späteren Entwicklung entscheidende Impulse gegeben.